# Georg Luger
Georg Johann Luger, född 6 mars 1849 i Steinach am Brenner, Österrike-Ungern, död 22 december 1923, var en österrikisk formgivare, främst känd som konstruktören bakom den berömda Luger-pistolen.

## Biografi
Georg Luger påbörjade sin karriär som militär i armén som 17-åring. Eftersom han var en skicklig skytt skickades han till en särskild skytteskola inom armén, där han utvecklade sitt intresse för vapenmekanismer. Efter fyra år lämnade Luger armén och jobbade bland annat som bankkamrer. Han gifte sig 1873 och fick tre söner, av vilka den äldste, Georg Franz, blev ingenjör.
Under 1870-talet träffade Luger Ferdinand Mannlicher och fick anställning som säljare hos den tyska vapenfabrikanten Ludwig Loewe & Co, senare Deutsche Waffen und Munitionsfabriken (DWM), för att sälja Mannlichers gevär i Italien. 1894 var Luger i USA för att sälja Borchardts automatpistol C/93 till USA:s flotta. Pistolen kritiserades för att vara för stor och tung och Georg Luger började tillsammans med sin son Georg Franz att förbättra designen. 1898 började man serietillverka den första modellen av "Parabellum-pistolen", som den döptes till. Pistolen användes av Tysklands armé och av en mängd andra länders krigsmakter. Produktionen fortsatte fram till 1942 och miljontals vapen av olika versioner kom att tillverkas.
Georg Luger fortsatte att arbeta för DWM till 1919, då han stämde företaget för patenträttigheterna. Han vann patentstriden 1922 men dog ändå utfattig efter depressionen efter första världskriget.